# 王军 (1921年)
王军（1921年10月26日—2014年11月19日），原名蔡玉君，女，山东荣成人，中国共产党及中华人民共和国官员，曾任黑龙江省人民政府副省长、黑龙江省人大常委会副主任等职。

## 生平
1937年7月，王军参加革命。1938年2月加入中国共产党。1937年到1940年底，王军在山东从事抗日工作。1940年底入延安中共中央党校学习，1941年底入八路军军事学院俄文科第二区队学员。1942年6月，在军事学院俄文科的基础上成立中央军委俄文学校，1944年7月中央军委俄文学校又改为延安外国语学校，王军一直在其中学习俄语。
1945年7月，王军离开学校，随丈夫吕其恩装扮成商人，历经艰险回到胶东，渡海到东北开展工作。1945年11月任东满人民自卫军安东保安司令部秘书、安东市政府科长、安东市民政局副局长。
1949年，王军任辽宁省妇联主任、东北总工会女工部副部长。1952年，任哈尔滨市总工会副主席、主席。文化大革命期间，王军受到迫害。1971年恢复工作，担任哈尔滨市总工会副主席、党组副书记。1977年，王军任黑龙江省外事办公室主任。1979年，任黑龙江省政府副省长兼外事办公室主任。1983年，任黑龙江省第六届人大常委会副主任。1988年，任黑龙江省第七届人大常委会副主任。1988年、1993年，王军连续当选为第七、第八届全国人大代表。1993年12月，王军离休，享受省长级医疗待遇。
2014年11月19日，王军在哈尔滨病逝，享年94岁。11月23日，遗体告别仪式在哈尔滨举行。习近平等领导表示哀悼，并向家属表示慰问。习仲勋夫人齐心委派其子习远平到王军家中吊唁并出席遗体告别仪式。

## 家庭
王军的丈夫吕其恩曾出任哈尔滨市长，两人于1943年在延安成婚，婚后育有四子，分别是吕宁、吕龙、吕毛和吕波。